# Ми (альбом)
Ми (с укр. — «Мы») — шестой студийный альбом украинской певицы Джамалы, изданный 12 марта 2021 года на лейбле Enjoy! Records. Альбом содержит восемь песен на украинском, английском и русском языках, написанные певицей в соавторстве с другими композиторами. Презентация альбома состоялась 21 октября 2021 года в Октябрьском дворце в Киеве.

## История создания
Альбом «Ми» записан летом 2020 года на студии звукозаписи «Jenny» во Львове. Из-за карантинных ограничений релиз альбома, запланированный на осень того же года, отложили на следующий год. Над альбомом певица работала в соавторстве с Александрой Макаровской, Дарьей Федоренко, Татьяной Милимко и Андреем Чмутом. Музыкальными продюсерами стали Николай Усатый и Дмитрий Нечепуренко.
В альбом вошли восемь песен на украинском, английском и русском языках. Песня «Кохаю», выпущенная как сингл 2019 года, сначала была включена в альбом «Выход в свет» казахского рэпера Jah Khalib. Композиция «Like a hero» является англоязычной версией песни «Ціна правди», которая стала саундтреком к фильму «Гарет Джонс» польского режиссёра Агнешки Холланд. Песня «Вдячна» выпущена 26 февраля 2021 года в качестве сингла в поддержку будущего альбома.
По словами Джамалы, движущей силой нового альбома является любовь, сила, благодарность, вера и прощение: «... лейтмотив практически всех композиций в том, что нам надо быть благодарным, верить в себя, верить в своих детей. Чтобы полюбить себя, нужно иметь силу, которая и есть у нас внутри. Но мы постоянно слушаем других, словно кто-то может лучше знать, как нам жить».
Альбом «Ми» выпущен 12 марта 2021 года в цифровой дистрибуции. Релизом альбома в Украине и за границей занимался лейбл «Enjoy! Records».

## Реакция критики
16 апреля украинское издание Gazeta.ua добавило альбом «Ми» в список самых интересных украинских альбомов 2021 года, которые стоит послушать:
"Ми" имеет восемь рассказов, признаний, размышлений на личные темы: веры, благодарности, любви и человеческой силы, которая есть в каждом из нас. Каждая песня полна спектром эмоций. Основа - луч света и надежды.
Это чувствуется с первых оптимистических ноток "Вірю в тебе", посвященной вере в детей и в себя. "Тому що всі ми трошки діти", как замечает Джамала. Добавляется признание в любви в композиции "Вдячна": "Поки в очі дивлюся твої, хай почекає світ". Впоследствии в песне "Ми" - понимание, что только вместе удастся преодолеть любые трудности. А в "Силі" слышим размышления о внутренней силе, которой иногда не хватает, чтобы сделать шаг в сложной жизненной ситуации. "І втомилась я слухати поради всіх. Знаю краще, в чому моя сила", "Тепер не боюсь я болісно впасти, бо сила підхопить як міцний літак. Лише вперед". Даже в композиции "Вогонь і вода" свет: "І нехай сталося так, жалю в мене нема. Пробачай, знай, милий, я вогонь, а ти вода". Всеми цветами радуги счастья и надежды Джамала поет и в произведении "Загадка".

"Ми" - это весенний поп с элементами игривого соула и джаза. Напоминание каждому из нас, что в любой ситуации не надо опускать руки. Стоит вспомнить, что обязательно есть кто-то рядом. Прежде всего - ты сам. Надо лишь заглянуть в зеркало души и сердца.

## Список композиций
| №                   | Название                        | Текст песни                                    | Музыка                                    | Длительность |
| ------------------- | ------------------------------- | ---------------------------------------------- | ----------------------------------------- | ------------ |
| 1.                  | «Вірю в тебе»                   | С. Джамаладинова, Д. Федоренко                 | С. Джамаладинова, А. Чмут                 | 4:15         |
| 2.                  | «Вдячна»                        | С. Джамаладинова, Д. Федоренко                 | С. Джамаладинова, А. Макаровская          | 3:56         |
| 3.                  | «Ми»                            | С. Джамаладинова, Д. Федоренко, А. Макаровская | С. Джамаладинова, А. Чмут                 | 3:31         |
| 4.                  | «Сила»                          | С. Джамаладинова, Д. Федоренко, Т. Милимко     | С. Джамаладинова, А. Макаровская          | 3:48         |
| 5.                  | «Вогонь і вода»                 | С. Джамаладинова, Д. Федоренко, Т. Милимко     | С. Джамаладинова, А. Чмут                 | 3:55         |
| 6.                  | «Загадка»                       | С. Джамаладинова, Д. Федоренко, Т. Милимко     | С. Джамаладинова, А. Чмут, Д. Нечепуренко | 3:57         |
| 7.                  | «Кохаю» (с участием Jah Khalib) | С. Джамаладинова, Б. Мамедов, А. Жвакин        | С. Джамаладинова, Б. Мамедов              | 4:38         |
| 8.                  | «Like a hero»                   | З. Железнов, А. Макаровская                    | С. Джамаладинова                          | 4:10         |
| Общая длительность: | Общая длительность:             | Общая длительность:                            | Общая длительность:                       | 32:13        |

## Чарты
После релиза, 12 марта 2021 года, альбом «Ми» попал в чарт «Ukraine Top 100 Pop Albums» сервиса для потокового прослушивания музыки «Apple Music». На второй неделе пребывания в чарте он достиг восьмой позиции. 
| Чарт (2021)                  | Наивысшая позиция |
| ---------------------------- | ----------------- |
| Украина (Top 100 Pop Albums) | 8                 |

## История релиза
| Название | Дата          | Формат               | Лейбл          |
| -------- | ------------- | -------------------- | -------------- |
| «Ми»     | 12 марта 2021 | цифровая дистрибуция | Enjoy! Records |